# Erzbistum Poitiers
Das Erzbistum Poitiers (lateinisch Archidioecesis Pictaviensis, französisch Archidiocèse de Poitiers) ist ein im Südwesten des Landes gelegenes, im Jahr 2002 zur Erzdiözese und Metropolitansitz erhobenes Bistum der römisch-katholischen Kirche in Frankreich. Sitz ist die Stadt Poitiers. Territorial erstreckt es sich über die zwei Départements Deux-Sèvres und Vienne.

## Geschichte
Seit dem 3. Jahrhundert ist Poitiers Bischofssitz. Als erster Bischof gilt Agon. Bekannte Bischöfe sind der Kirchenlehrer Hilarius von Poitiers, der als Dichter und Hagiograph wirkende Venantius Fortunatus und Gilbert von Poitiers. Die Kathedrale St. Pierre wurde im 12./13. Jahrhundert in Anlehnung an den Stil der poitevinischen Romanik als Hallenkirche errichtet und stellt ein in der Gotik eher seltenes Beispiel für diesen Bautypus dar. Im Jahr 1317 wurden die Diözesen Maillezais und Luçon vom Bistum abgespalten. Am 16. Dezember 2002 wurde Poitiers zum Metropolitanbistum erhoben.

## Kirchenprovinz
Gliederung der Kirchenprovinz Poitiers seit 2002:
- Erzbistum Poitiers

1. Bistum Angoulême
2. Bistum La Rochelle-Saintes
3. Bistum Limoges
4. Bistum Tulle

## Weblinks

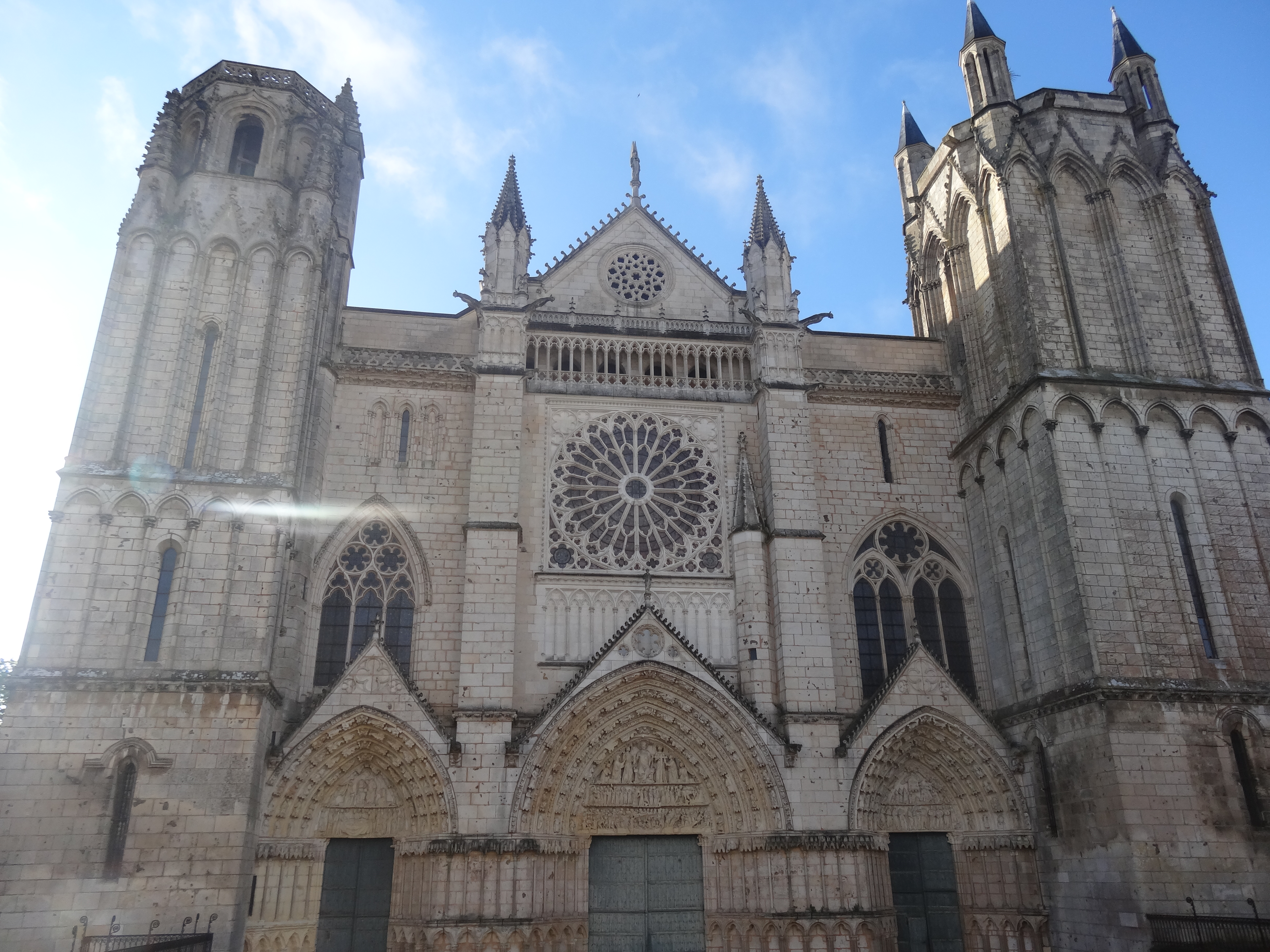
Die Kathedrale von Poitiers, Westfassade